# Acrocercops axinophora
Acrocercops axinophora är en fjärilsart som beskrevs av Turner 1940. Acrocercops axinophora ingår i släktet Acrocercops och familjen styltmalar. Inga underarter finns listade i Catalogue of Life.